# Theo Regout
Théodore Josephus Hubertus ("Theo") Regout (Maastricht, 19 maart 1901 – Lausanne, 3 november 1988) was een Nederlands jurist, geograaf, wereldreiziger en semiprofessioneel cineast. Regout bereisde in ongeveer veertig jaar vrijwel de gehele wereld; van 1930 tot 1960 nooit zonder filmcamera. In de jaren dertig was hij in Nederland de best betaalde filmvertoner.

## Levensloop
Theo Regout was een telg uit de bekende Maastrichtse fabrikantenfamilie Regout. Hij werd in 1901 geboren als zevende kind in een gezin van negen. Zijn ouders waren Louis Hubert Willem ("Louis (II)") Regout (1861-1915) en Wilhelmina Joanna Everard (1868-1956). Zijn vader was medeoprichter en directeur van de porselein- en tegelfabriek Mosa, lid van Provinciale en Gedeputeerde Staten in Limburg, Eerste Kamerlid, Minister van Waterstaat en buitengewoon gezant bij de Heilige Stoel in Rome. Zijn reislust had Theo naar eigen zeggen van zijn Amsterdamse moeder. Van Theo's oudere broers kunnen genoemd worden de ondernemer en politicus Louis (III) Regout (1891-1966) en de in Dachau omgekomen jezuïet, hoogleraar en verzetsman Robert Regout (1896-1942).

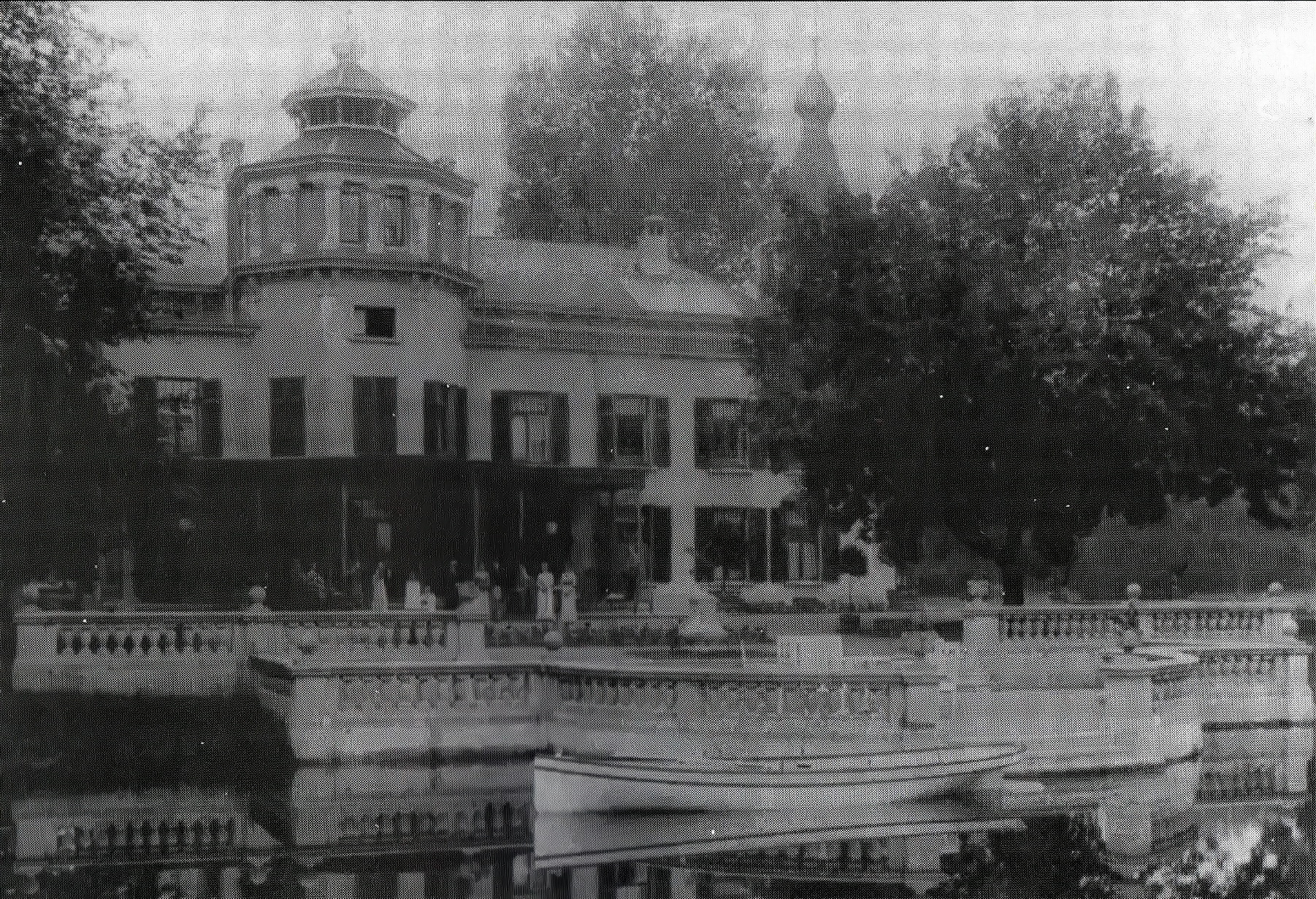
Familiefeestje villa Kruisdonk, ca. 1900

Mogelijk zag Theo het levenslicht in het ruim bemeten hôtel particulier in de Bredestraat, de zogenaamde "Poort van Rekem", dat zijn ouders in zijn geboortejaar 1901 betrokken. Omstreeks 1905 verhuisde het gezin naar de door zijn grootvader gebouwde villa Kruisdonk (destijds gemeente Meerssen), waar Theo opgroeide te midden van bossen en velden. Zijn vader overleed na een korte ziekte in Rome, toen Theo vijftien jaar oud was. Theo zat toen, zoals de meeste jongens uit zijn familie, op het Sint-Willibrorduscollege in Katwijk aan de Rijn, een gymnasium met internaat van de jezuïeten. In zijn vrije tijd las hij veel, vooral de boeken van Jules Verne en Karl May, en verhalen over de ontdekkingsreizigers David Livingstone en Henry Morton Stanley.
Later studeerde hij rechtsgeleerdheid en aardrijkskunde, waarschijnlijk aan de Katholieke Universiteit Nijmegen. In 1925 begon hij met zijn jongste broer Tom in een Renault met een 6pk-motor, in navolging van de Saharatochten met de Franse Citroën Kégresse, een expeditie door de Sahara in een Renault 6CV (met een 6pk-motor). De lichte auto was hier in het geheel niet op berekend, maar desalniettemin wist het tweetal tot ver in de woestijn te komen. Een verslag van deze reis verscheen in april 1926 in episodes in De Maasbode. Vanaf die tijd maakte hij bijna elk jaar een reis naar Afrika, Zuid-Amerika of Azië, aanvankelijk meestal met vrienden, later ook met zijn vrouw en kinderen. Bij zijn reis door de Sahara van 1930-1931 nam hij voor het eerst een 16mm-filmcamera mee om daarmee een reisverslag in bewegende beelden te maken. De film Dwars door de Sahara naar het land van de slaapziekte (1931), die hiervan het resultaat was, werd in december van dat jaar vertoond aan leerlingen van het Nijmeegse Canisius College, waar Theo's broer Robert docent was. Het succes van die avond leidde tot circa 1500 vervolgvertoningen in de jaren daarna.
In 1933 trouwde hij in Aken met Louise R.M.H. von Scheibler (1911-1983). Louise, meestal "Mausi" genoemd, was een telg uit de Duitse adellijke familie Von Scheibler. Ze was via haar moeder een kleindochter van Petrus (III) Regout en dus een achternicht van Theo. Zowel Mausi als haar moeder Bertha von Scheibler-Regout (1877-1969) waren enthousiaste amateurfotografen. Het echtpaar kreeg drie kinderen, twee dochters en een zoon, en woonde in Den Haag. Na een eerste gezamenlijke reis in 1934, ging Mausi pas in 1938 opnieuw mee, waarschijnlijk vanwege de nog zeer jonge kinderen. Eind 1938, begin 1939 reisde hij opnieuw door de Sahara en West-Afrika, nu met Willem Jacob Rozendaal, die tot 1937 industrieel ontwerper bij De Sphinx en Kristalunie Maastricht was geweest. Regout vertoonde zijn films buiten het officiële bioscoopcircuit om, met name bij katholieke scholen, verenigingen en patronaten, maar ook volksuniversiteiten, aardrijkskundige genootschappen, automobielclubs en bedrijfsverenigingen, waar hij een graag geziene gast was. Hij verzorgde honderden filmavonden, vaak met een inleiding en (bij de stomme films) met grammofoonmuziek. Als honorarium vroeg hij in de jaren dertig honderd gulden per avond, waarmee hij de best betaalde filmvertoner in Nederland was. Daarnaast wist hij de autofabrikant Ford zover te krijgen dat deze het onderhoud van zijn auto sponsorde.

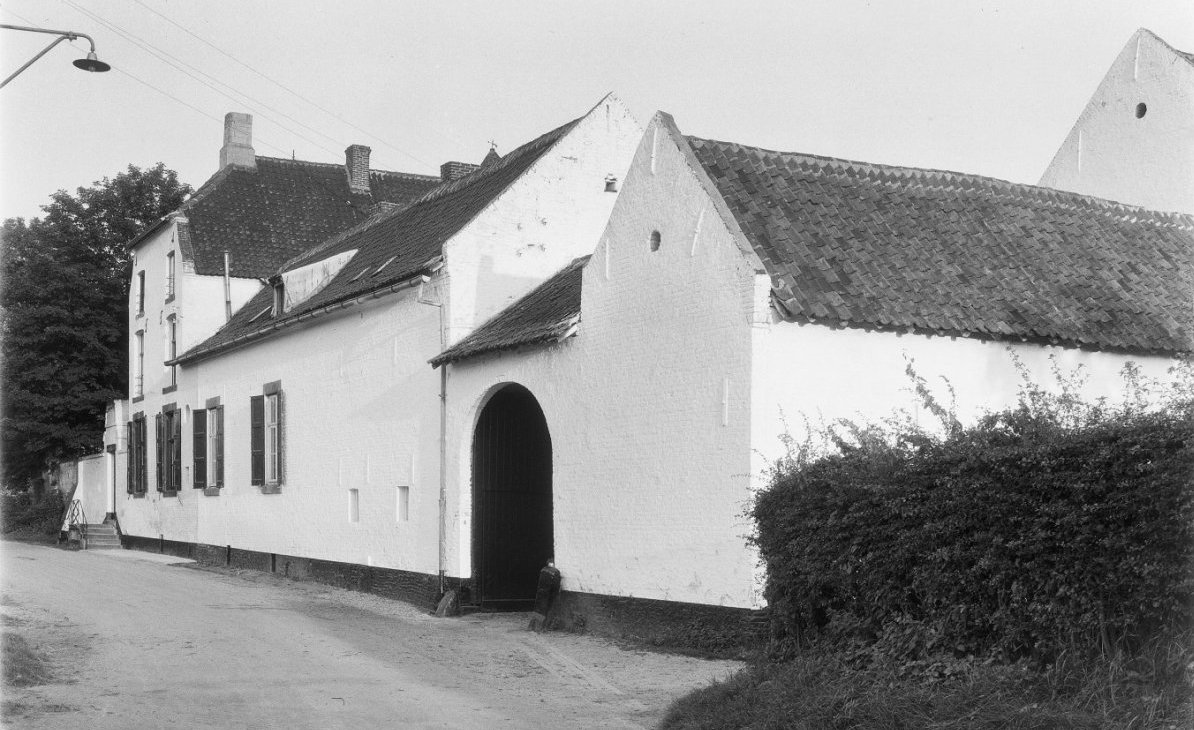
De Hagenhof in Amby, 1956

Tijdens de Tweede Wereldoorlog verhuisde het gezin naar Limburg. Het huis van Theo en Mausi in het Haagse Benoordenhout was door de Duitsers tot Sperrgebiet verklaard, vanwege de nabije V1-lanceerbasis. Theo werkte gedurende de oorlog in het familiebedrijf van zijn vader en broer, de Maastrichtse porselein- en tegelfabriek Mosa. Van mei 1942 tot juni 1943 verving hij zijn broer Louis (III) Regout, die door de Duitsers wegens obstructie was gevangengezet, als directeur van de Mosa. Louis bezat aan de rand van het dorp Amby, bij Maastricht, een buitenplaats, de  Hagenhof of Tiendschuur genaamd. Het boerderijgedeelte was verpacht, maar het gezin Regout-Von Scheibler mocht gebruik maken van het bijbehorende herenhuis. Louis woonde met zijn gezin in villa Kruisdonk. Mausi's moeder, Bertha von Scheibler-Regout, woonde in die tijd met haar broer Pierre (IV) Regout op het kasteel Hoogenweerth in Heugem, luttele kilometers van Amby. De familiebanden werden in deze periode stevig aangehaald.
Na de oorlog hervatte hij zijn reis- en filmactiviteiten, waarbij hij onder andere enkele 'missiefilms' maakte voor twee Limburgse missiecongregaties. Deze waren in kleur en – anders dan zijn eigen films –  met geluid. Theo en Mausi maakten na de oorlog vrijwel elk jaar een langere reis. In 1951-1953 namen ze de kinderen mee op een bijna twee jaar durende reis door Afrika. De kinderen maakten een deel van de reis mee, maar werden in Bukavu achtergelaten op een missieschool van de jezuïeten, terwijl hun ouders verder trokken. Opvallend is de onbevangenheid en de energie, waarmee tijdens hun reisavonturen de grootste tegenslagen tegemoet werden gezien. In 1961 maakte Regout zijn laatste reisfilm. Vanwege zijn gevorderde leeftijd vielen de reizen hem zwaarder. Daarnaast was er met de komst van de televisie minder behoefte aan filmavonden in patronaten en verenigingslokalen. De laatste grote reis werd gemaakt in 1964 naar China en Mongolië, samen met zijn oudere broer Louis (III) Regout, zijn neef Reinder van Dorth tot Medler en zijn zoon Peter (IV) Regout.
Nadat Mausi in 1983 was overleden, trok Theo zich steeds meer terug. Hij vergeleek zichzelf met een olifant, die zich van de kudde afzondert als hij het einde voelt naderen. Theo Regout overleed in 1988 in Lausanne, Zwitserland.

## Eerbewijzen
In 1993, vijf jaar na de dood van Theo Regout, boden zijn nabestaanden de vele 16mm-films aan het Nederlands Filmmuseum in Amsterdam aan, die de films dankbaar aanvaardde.
In 1998 werd de compilatiefilm Afrikaans avontuur uitgebracht, geregisseerd door Ruud Visschedijk in opdracht van het Nederlands Filmmuseum. De 75 minuten durende film is samengesteld uit filmbeelden van drie reisfilms van Theo Regout: Dwars door de Sahara naar het land van de slaapziekte (1931), Door het oerwoud naar de bronnen van de Nijl (1934) en Afrikaans avontuur (1953), waarbij Theo en Mausi ook af en toe zelf in beeld zijn. De film, voorzien van geluid, was enige weken in het Filmmuseum te zien.
De dertiende editie van de internationale Home Movie Day vond in 2015 in Amsterdam en Nijmegen plaats en was gewijd aan de films van Theo Regout.
In 2018 vond in het Fotomuseum Den Haag de expositie Alphons Hustinx. Perspectief van een reiziger plaats. Naast de foto's van Alphons Hustinx besteedde het museum ook aandacht aan de films van Theo Regout. Zo werd op de tentoonstelling de kort daarvoor gerestaureerde film Van Maastricht naar het verre Afghanistan uit 1932 getoond.

## Filmografie
Bij onderstaande reisfilms nam Regout zowel de regie als het leeuwendeel van het camerawerk en de montage voor zijn rekening. Een deel van het camerawerk was van Alphons Hustinx en Mausi Regout-Von Scheibler.
- 1931: Dwars door de Sahara naar het land van de slaapziekte – met reisgenoot Felix Schimmelpenninck van der Oye dwars door de Sahara
- 1932: Van Maastricht naar het verre Afghanistan – met reisgenoot Alphons Hustinx naar Egypte, Irak, Iran, Afghanistan en Palestina
- 1934: Door het oerwoud naar de bronnen van de Nijl – met echtgenote Mausi door de Sahara via Belgisch-Congo en Oeganda naar het Victoriameer
- 1936: De kleurenfilm ontdekt Zuid-Amerika – met neef Zeno van Dorth tot Medler naar Brazilië en Uruguay en via het Andesgebergte naar Chili en Bolivia
- 1936: Van woestijnhutten naar wolkenkrabbers door het Amerikaansch continent – met Zeno van Dorth tot Medler vanuit Valparaíso door de Atacamawoestijn en het Andesgebergte naar Bolivia en Peru; daarna een rondreis in de Verenigde Staten naar o.a. Miami, Chicago, Detroit, de Niagarawatervallen en New York
- 1938: Geheimen van Sahara en Soudan – met echtgenote Mausi door de Sahara met o.a. het Atlasgebergte, het Ahaggargebergte, Constantine en Tamanrasset in Algerije, Timboektoe (Mali) en Ouagadougou (Burkina Faso)
- 1947: Zwerftochten tussen Afrika's keerkringen – naar centraal Afrika
- 1949: Afrika ontwaakt – missiefilm over Afrika in opdracht van de Sociëteit voor Afrikaanse Missiën (SMA) in Cadier en Keer
- 1950: Onbekende Sahara – met echtgenote Mausi vanuit Algiers via Tripoli en El Alamein naar Caïro, Luxor, Aswan en Khartoem
- 1952: Het nieuwe rhythme in de wildernis – missiefilm over Afrika (Nyasaland?) in opdracht van de Paters Montfortanen in Meerssen/Schimmert
- 1953: Afrikaans avontuur – twee jaar durende reis door Afrika met echtgenote Mausi, deels met de kinderen
- 1954: De wondere wereld van de Stille Zuidzee –  per vliegtuig naar India, Japan en Hawaï
- 1958: Tot de uiterste grenzen der aarde – met echtgenote Mausi en dochters Liane en Mariolein van Alaska via Yellowstone National Park, Las Vegas, de Grand Canyon, Mexico, Ecuador, Peru, Bolivia en Argentinië naar Ushuaia op Vuurland
- 1961: Droomwereld achter de horizon – met de familie op wereldreis naar o.a. Iran, Sri Lanka, Nieuw-Guinea, Australië, Tahiti en de Fiji-eilanden